# Силос (резервуар)

Схема усереднення корисної копалини в бункерах-силосах. 1 — завантажувальний конвеєр; 2 — розвантажувальний візок; 3 — бункер; 4 — живильник; 5 — розвантажувальний конвеєр.

Силос (від грец. σιρός — siros, «яма для зберігання зерна», англ. silo, нім. Silo n, m) — циліндричний, циліндроконічний або призматичний резервуар (башта), силосний бункер — ємність для акумулювання, короткострокового зберігання вихідної сировини (рядового вугілля) перед збагаченням та усереднення її складу. Для вуглезбагачувальних фабрик вважається оптимальною ємкість силосу, що дорівнює 20-годинному запасу при номінальному завантаженні фабрики згідно з її паспортною характеристикою.
Силосом вважають будь-яку ємність, у якої лінійний розмір висоти перевищує діаметр у 1,5 – 2 рази.